# Racjonalizm filozoficzny
Racjonalizm filozoficzny (ew. racjonalizm metodologiczny, aprioryzm) (łac. ratio – rozum; rationalis – rozumny, rozsądny) – stanowisko filozoficzne, przede wszystkim w epistemologii akcentujące rolę rozumu i rozumowań apriorycznych w zdobywaniu wiedzy.
Racjonalizm filozoficzny swoją najbardziej charakterystyczną postać uzyskał w XVII i XVIII w., a jego głównymi przedstawicielami byli René Descartes, Baruch Spinoza, Gottfried Wilhelm Leibniz, Nicolas Malebranche. Inna nazwa tego historycznego nurtu to racjonalizm nowożytny lub racjonalizm kontynentalny  .
Kazimierz Ajdukiewicz zamiast racjonalizm proponuje używać nazwy aprioryzm, aby odróżnić to stanowisko od racjonalizmu genetycznego, czy światopoglądowego.

## Cechy charakterystyczne
Za cechy charakterystyczne racjonalizmu uznaje się:
1. pogląd o nadrzędności rozumu i intuicji w procesach poznawczych (wobec doświadczenia czy wrażeń zmysłowych), a w konsekwencji preferowanie rozumowań apriorycznych,
2. pogląd, że pewne podstawowe idee mają charakter wrodzony (racjonalizm genetyczny),
3. pogląd, że celem działalności poznawczej jest wiedza pewna (a nie np. prawdopodobna, czy użyteczna),
4. uznawanie matematyki za wzorzec wszelkich nauk.
5. Stanowiskiem najczęściej mu przeciwstawianym jest empiryzm, według którego doświadczenie i wrażenia zmysłowe grają w poznaniu rolę dominującą[7] .

Kazimierz Ajdukiewicz określił aprioryzm jako jedno z zasadniczych stanowisk epistemologicznych w sporze o źródła poznania, którego podstawową cechą charakterystyczną jest oparcie się na poznaniu apriorycznym. Można wyróżnić:
- Aprioryzm skrajny, zgodnie z którym rozum jest jedynym źródłem poznania. Ten rodzaj aprioryzmu istniał głównie w myśli starożytnej.
- Aprioryzm umiarkowany, zgodnie z którym rozum jest głównym źródłem poznania, ale przyjmuje on też istnienie uprawnionych twierdzeń syntetycznych a priori, które nie są twierdzeniami analitycznymi[8]. Ten aprioryzm reprezentowany był m.in. przez Immanuela Kanta i Edmunda Husserla.

## Historia

### Filozofia przednowożytna
Przekonanie o rozumności świata i jego uporządkowaniu wywodzi się od Heraklita, który wprowadził do filozofii pojęcie rozumu (logos), który rządzi światem. Eleaci zaprzeczyli wiarygodności danych zmysłowych, dowodząc ich sprzeczności z logicznym rozumowaniem i jednocześnie zapoczątkowując spór racjonalizmu z empiryzmem. Eleata Parmenides pierwszy świadomie zastosował rozumowanie dedukcyjne, i utożsamiając myśl z bytem zbudował pierwszy system filozofii racjonalistycznej. Demokryt próbował dokonać syntezy racjonalizmu i empiryzmu, rozróżniając „ciemną” wiedzę zmysłową, która wymaga wyjaśnienia i wiedzę „prawdziwą”, pochodzącą z rozumu. Program zreformowania praw, języka oraz stosunków społecznych według kryterium racjonalności przedstawił sofista Protagoras. Rozumowanie jako sposób dochodzenia do prawd etycznych był przedmiotem rozważań Sokratesa. Empiryzm odrzucił Platon, którego zdaniem poznanie zmysłowe jest raczej domysłem (doksa), dotyczy tylko zjawisk, ma charakter ułomny i wymaga pomocy rozumu, wyprzedzającego i współdziałającego w poznaniu zmysłowym. Tylko umysł jest zdolny do poznania (episteme) idei dzięki wrodzonej wiedzy, którą dysponuje. Wyższość poznania rozumowego podkreślał również Arystoteles, choć poznanie zmysłowe według niego dostarczało rozumowi niezbędnego materiału do rozumowania. Nowy kierunek racjonalizmowi nadał Grzegorz z Nyssy, który jako pierwszy dowodził zgodności objawienia chrześcijańskiego z rozumem i jego racjonalnego charakteru.

### Racjonalizm nowożytny
Swoją klasyczną postać racjonalizm przybrał w XVII i XVIII w., we Francji, Niemczech i Niderlandach. Z tego powodu jest nazywany racjonalizmem nowożytnym lub racjonalizmem kontynentalnym (dla odróżnienia od swojego oponenta, anglosaskiego empiryzmu). Spór między racjonalizmem a empiryzmem był czołowym sporem tej epoki.
Co do wcześniejszych epok, określenie „racjonalizm” jest stosowane retrospektywnie. Po raz pierwszy pojawia się w XVI-wiecznej Francji. W 1539 po raz pierwszy przeciwstawiono sobie racjonalizm i empiryzm.
Centralną postacią racjonalizmu jest René Descartes (choć również w jego przypadku nie jest to racjonalizm czysty). Stworzył on rozbudowany system filozoficzny oparty na nowych, zrywających z arystotelizmem, zasadach. Kartezjusz poszukiwał absolutnych podstaw wiedzy, i w tym celu dokonał szczegółowej krytyki wszelkich źródeł poznania. W jej wyniku odrzucił dane zmysłowe jako mylące i niepewne, i uznał, że jedynie jasne i wyraźne prawdy rozumowe mogą stać się podstawą wiedzy (z podstawową prawdą cogito ergo sum na czele). Oprócz epistemologii i metafizyki, istotną częścią racjonalistycznego projektu Kartezjusza były matematyka (uznawana za wzorzec nauk i filozofii) i nauki przyrodnicze.
Kartezjanizm stał się jednym z najważniejszych nurtów filozoficznych XVII w. Jego przedstawiciele aktywnie rozwijali myśl Kartezjusza, znacznie ją niekiedy modyfikując. Znacznie bardziej konsekwentne stanowisko racjonalistyczne (zwane okazjonalizmem) sformułował Nicolas Malebranche, łączącego kartezjanizm z wpływami platońskimi i augustiańskimi.
Baruch Spinoza, również wychodząc od kartezjanizmu, uprościł jego zasadnicze twierdzenia metafizyczne, odchodząc od dualizmu substancji na rzecz monizmu, zgodnie z którym u podstaw różnorodności zjawisk leży jedna substancja. Jego Etyka jest najbardziej konsekwentną realizacją idei, zgodnie z którą filozofia powinna być wzorowana na matematyce (more geometrico).
Myśl ostatniego z wielkich racjonalistów nowożytnych, Gottfrieda Wilhelma Leibniza, w najmniejszym stopniu wywodziła się z kartezjanizmu. Zakładał on, że u podstaw rzeczywistości leży nieskończona wielość jednostkowych, prostych substancji (monad).

### Późniejszy rozwój
Myśl Leibniza była ostatnim znaczącym głosem w rozwoju nowożytnego racjonalizmu jako nurtu. Na znaczeniu zyskiwał anglosaski empiryzm, a później filozofia krytyczna Immanuela Kanta
Filozofia Kanta stanowiła krytyczny punkt w debacie między racjonalizmem a empiryzmem, łącząc oba stanowiska. Ludzkie poznanie zawiera w sobie zarówno elementy aprioryczne, jak i aposterioryczne. Zarówno wywodzące się z czystego rozumu, jak i z doświadczenia. Główne dzieło Kanta, Krytyka czystego rozumu, jest próbą odpowiedzi na pytanie, jakie są warunki ludzkiego poznania .
Choć racjonalizm jako nurt przestał istnieć, w wielu filozofiach można wskazać nawiązania do niego, lub elementy wywodzące się z racjonalizmu (m.in. w fenomenologii Husserla, pewnych tezach filozofów analitycznych czy Donalda Davidsona).

## Inne rodzaje racjonalizmu

### Racjonalizm światopoglądowy
Od racjonalizmu jako nurtu filozoficznego, odróżnić należy racjonalizm jako pewną postawę czy światopogląd. Ten drugi rodzaj racjonalizmu ukształtował się w oświeceniowej Francji i wiązany jest z takimi nazwiskami jak Jean d’Alembert, Voltaire czy Nicolas de Condorcet. Postawa racjonalistyczna zakładała optymistyczną wiarę w postęp, dobrą naturę ludzką i pozytywną rolę nauki. Przeciwstawiała rozum uczuciom (sentymentom), poglądom opartym na wierze religijnej, wszelkiemu fanatyzmowi, uprzedzeniom, arbitralnej władzy (m.in. władzy absolutystycznej i instytucjom feudalnym). Tak rozumiany racjonalizm był obok sentymentalizmu głównym nurtem kształtującym klimat kulturowy epoki oświecenia i jako światopogląd jest do dziś podzielany przez wiele osób.
W zestawieniu z nim racjonalizm filozoficzny dotyczy ściśle poglądów epistemologicznych. Nie odrzucał on programowo religii, często odwoływał się do Boga, choć ujmowanego w nieortodoksyjny sposób. Racjonalizm filozoficzny w odmienny sposób ujmował również naukę. Modelem dla niego była matematyka i rozumowania dedukcyjne. Z kolei racjonalizm światopoglądowy był znacznie bardziej związany z naukami empirycznymi.

### Racjonalizm genetyczny
Racjonalizm genetyczny (inaczej natywizm) jest stanowiskiem dotyczącym tego, czy umysł zawiera pewne treści (wiedzę, idee, uposażenie mentalne) wcześniejsze lub niezależne od doświadczenia. Zgodnie z klasyfikacją Kazimierza Ajdukiewicza jest to stanowisko o charakterze psychologicznym, a nie epistemologicznym.
Natywizm i aprioryzm są poglądami silnie powiązanymi, zawsze występują w filozofii łącznie. Skoro, jak głosi aprioryzm, istnieje wiedza niezależna od doświadczenia, nie można twierdzić, że wiedza ta powstała zależnie od doświadczenia: aprioryzm musi więc zakładać natywizm. Podobnie natywizm musi zakładać aprioryzm: skoro zakłada się poznanie poprzedzające i warunkujące doświadczenie zmysłowe i wszelkie inne poznanie, nie sposób utrzymywać, że jest to poznanie nie będące wiedzą, bezwartościowe. Przeciwieństwem racjonalizmu genetycznego jest empiryzm genetyczny.

## Poszczególne dyscypliny filozoficzne
Racjonalizm znajdował swoje zastosowanie również w szczegółowych dyscyplinach filozoficznych. Zastosowanie to polegało najczęściej na podkreślaniu roli rozumu i rozumowań a priori.

### Etyka
W etyce jako racjonalizm etyczny określa się stanowiska, które łączą trzy założenia:
1. Założenie metafizyczne – podstawowe zobowiązania moralne wywodzą się z rozumu praktycznego,
2. Założenie epistemologiczne – podstawowe zobowiązania moralne są poznawalne a priori,
3. Założenie normatywne – zobowiązania moralne są doskonałą podstawą do ludzkich działań.

Racjonalizm etyczny reprezentowany jest przez takich filozofów jak Thomas Hobbes i Immanuel Kant, a współcześnie: Kurt Baier, David Gauthier (nurt hobbesowski) czy John Rawls, Thomas Nagel i Christine Korsgaard (nurt kantowski).
Stanowiskami mu przeciwstawianymi są realizm etyczny, sentymentalizm, czy ekspresywizm etyczny.